# Uładzimir Siańko
Uładzimir Lawonawicz Siańko (biał. Уладзімiр Лявонавiч Сянько, ros. Владимир Леонович Сенько, Władimir Leonowicz Sieńko; ur. 5 sierpnia 1946 w Wiszkowiczach) – radziecki i białoruski dyplomata i polityk, ambasador Białorusi w Belgii, Danii, Francji, Hiszpanii, Irlandii, Polsce, Portugalii i Wielkiej Brytanii, przedstawiciel Białorusi przy organizacjach międzynarodowych, w latach 1994–1997 minister spraw zagranicznych Białorusi.

## Życiorys
Urodził się 5 sierpnia 1946 roku we wsi Wiszkowicze, w rejonie czaśnickim obwodu witebskiego Białoruskiej SRR, ZSRR. W 1973 roku ukończył Moskiewski Państwowy Instytut Stosunków Międzynarodowych, a w 1987 roku – Akademię Dyplomatyczną Ministerstwa Spraw Zagranicznych ZSRR w Moskwie.
W latach 1973–1978 zajmował różne stanowiska dyplomatyczne w strukturach Ministerstwa Spraw Zagranicznych ZSRR. W latach 1988–1991 pełnił funkcję radcy ambasady ZSRR w Polsce. Od 1991 do 15 lipca 1992 roku pracował jako zastępca ministra spraw zagranicznych Białorusi. Od 3 czerwca 1992 do 25 marca 1994 roku był ambasadorem Białorusi w Polsce, od 25 marca 1994 roku – w Wielkiej Brytanii. 8 czerwca 1994 roku został jednocześnie ambasadorem Białorusi w Danii i Irlandii. Od 28 lipca 1994 od 13 stycznia 1997 roku pełnił funkcję ministra spraw zagranicznych Białorusi. Od 17 lutego 1997 do 7 kwietnia 2004 roku był ambasadorem Białorusi we Francji, jednocześnie w Hiszpanii i Portugalii, a także pełnił funkcję stałego przedstawiciela Białorusi przy UNESCO. Wielokrotnie reprezentował Białoruś na sesjach Zgromadzenia Ogólnego ONZ i na innych forach międzynarodowych. Od 7 kwietnia 2004 do 4 lutego 2011 roku pracował jako ambasador Białorusi w Belgii, jednocześnie stały przedstawiciel Białorusi przy Wspólnotach Europejskich i stały przedstawiciel Białorusi przy NATO.

## Odznaczenia
- Gramota Pochwalna Rady Ministrów Republiki Białorusi (3 kwietnia 2006 roku) – za wysokie osiągnięcia w sferach wytwórczej i społeczno-kulturalnej, znaczny osobisty wkład w wykonanie prognozowanych wskaźników rozwoju społeczno-ekonomicznego republiki w latach 2001–2005[12].
- Medal „Za Zasługi Pracy” (2016)[13].

## Życie prywatne
Uładzimir Siańko jest żonaty, ma dwóch synów.